# Phyllobates bicolor
Phyllobates bicolor är en groddjursart som beskrevs av Duméril och Gabriel Bibron 1841. Phyllobates bicolor ingår i släktet Phyllobates och familjen pilgiftsgrodor. IUCN kategoriserar arten globalt som nära hotad. Inga underarter finns listade i Catalogue of Life.